# Алер
Алер (на немски: Aller) е река в Германия (провинции Саксония-Анхалт и Долна Саксония), десен приток на Везер, от басейна на Северно море. Дължината е 260 km, а площта на водосборния басейн е 15 721 km².

## Географска характеристика
Река Алер води началото си на 168 m н.в., от възвишението Бьорде, в ценърът на село Егенщет, в западната част на провинция Саксония-Анхалт. По цялото си протежение тече на северозапад в широка и плитка долина през Северногерманската равнина, по южната периферия на Люнебургската пустош. Влива се отдясно в река Везер (от басейна на Северно море), на 11 m н.в., на 4 km северозападно от град Ферден, провинция Долна Саксония.
Водосборният басейн на Алер обхваща площ от 15 721 km², което представлява 34,33% от водосборния басейн на Везер. Речната ѝ мрежа е двустранно развита, но левите ѝ притоци са много по-дълги и пълноводни от десните. На запад и северозапад водосборният басейн на Алер граничи с водосборните басейни на реките Вера, Вюме и други по-малки, десни притоци на Везер, а на североизток, изток и югоизток – с водосборния басейн на река Елба (от басейна на Северно море).
Основни притоци:
- леви – Окер (128 km, 1822 km²), Фузе (101 km, 918 km²), Лайне (278 km, 6517 km²);
- десни – Изе (50 km, 422 km²), Лахте (43 km, 469 km²), Йорце (62 km, 760 km²).[1]

Алер има предимно дъждовно подхранване с пролетно пълноводие и лятно маловодие, по време на което характерно явление са епизодичните прииждания на реката в резултат на поройни дъждове във водосборния ѝ басейн. Среден годишен отток в долното течение 114 m³/sec.

## Стопанско значение, селища
Алер е плавателна за плиткогазещи речни съдове на 112 km от устието си, до град Целе. Горното течение на реката, в района на град Волфсбург се пресича от големия Северогермански плавателен канал.
Поради заблатените райони, през които протича реката долината ѝ е по-слабо заселена в сравнение с останалите речни долини на Германия, като най-големите селища са градовете: Волфсбург, Гифхорн, Целе, Винзен, Ферден.